# Stichopus horrens
Stichopus horrens is een zeekomkommer uit de familie Stichopodidae.
De wetenschappelijke naam van de soort werd in 1867 gepubliceerd door Emil Selenka.